# Walerian Ziętek
Walerian Ziętek (ur. 25 listopada 1930 w Nowym Bytomiu, zm. 5 września 1990 w Iserlohn) do roku 1955 używał pisowni Walerian Zientek, od 1967 do 1977 – Walerian J. Ziętek, po emigracji do Niemiec w roku 1977 – W. J. Zietek.
Fizyk teoretyk, profesor Uniwersytetu Wrocławskiego, Instytutu Niskich Temperatur i Badań Strukturalnych PAN we Wrocławiu, Hagen Universität (Niemcy).

## Życiorys
Rodzicami byli Józef i Genowefa (z domu Szopka). W latach 1937–1939 uczęszczał do szkoły podstawowej w rodzinnym mieście, zamienionej w 1939 na niemieckojęzyczną Hauptschule. W 1951 uzyskał z wyróżnieniem świadectwo dojrzałości. W latach 1951–1954 studiował na Wydziale Matematyki, Fizyki i Chemii Uniwersytetu Wrocławskiego. Był członkiem PZPR od 1953 roku. W 1967 wystąpił z partii na znak protestu przeciwko prowadzonej przez nią polityce.
Pierwsze małżeństwo zawarł z Marianną Michalak. Powtórnie ożenił się z Krystyną Koćmą. Miał dwie córki – Idę (z pierwszego małżeństwa) oraz Tamarę.
W 1977 wyjechał do Niemiec. Zmarł w 1990 w Iserlohn (Niemcy), gdzie mieszkał od 1980 z żoną Krystyną i córką Tamarą.

## Kariera naukowa
W 1954 obronił na Uniwersytecie Wrocławskim pracę magisterską Metody zmiennych dodatkowych i quasi-cząstek w zastosowaniu do układu cząstek oddziałujących siłami centralnymi, której opiekunem był prof. Roman Stanisław Ingarden. W grudniu tego samego roku podjął pracę w Katedrze Fizyki Teoretycznej na wydziale M-F-Ch Uniwersytetu Wrocławskiego.
W 1962 uzyskał na Uniwersytecie Wrocławskim stopień doktora nauk fizycznych. Promotorem pracy doktorskiej Kwantowa teoria struktury domenowej ferromagnetyków krystalicznych był prof. R.S. Ingarden. Począwszy od tego roku W. Ziętek skupił wokół siebie dużą grupę młodych fizyków zainteresowanych szerokim zakresem badań w dziedzinie fizyki materiałów magnetycznych, tworząc silny ośrodek badań nad kwantową teorią magnetyzmu. Nawiązał kontakty naukowe z ośrodkami krajowymi oraz zagranicznymi.
W 1965 uzyskał, także na Uniwersytecie Wrocławskim, stopień doktora habilitowanego (wówczas docenta) broniąc pracę zatytułowaną Mikroskopowa teoria dipolowych struktur domenowych. Struktury ferroelektryczne i ferromagnetyczne. W 1965 wyjechał na ponad roczne stypendium do Carnegie – Mellon Institute 
of Technology (USA). W 1967 objął stanowisko kierownika Katedry Ciała Stałego i Niskich Temperatur w Instytucie Fizyki Teoretycznej (IFT) UWr. W tym samym roku na zaproszenie dyrektora Instytutu Niskich Temperatur i Badań Strukturalnych (INTiBS) PAN we Wrocławiu, prof. Włodzimierza Trzebiatowskiego, W.J. Ziętek został zatrudniony (równolegle do etatu na UWr) w tymże instytucie. Od 1968 był zatrudniony tylko w INTiBS PAN. W 1972 uzyskał tytuł profesora. W 1977 wyjechał na stałe do RFN gdzie pracował jako visiting professor kolejno w Centrum Badań Jądrowych w Jülich oraz jako docent na uniwersytetach w Duisburgu i w Hagen. W tym ostatnim pracował do śmierci.
Wypromował 10 doktorów, z którymi utrzymywał bliski kontakt. Co najmniej czterech z jego wychowanków uzyskało tytuły profesorskie.

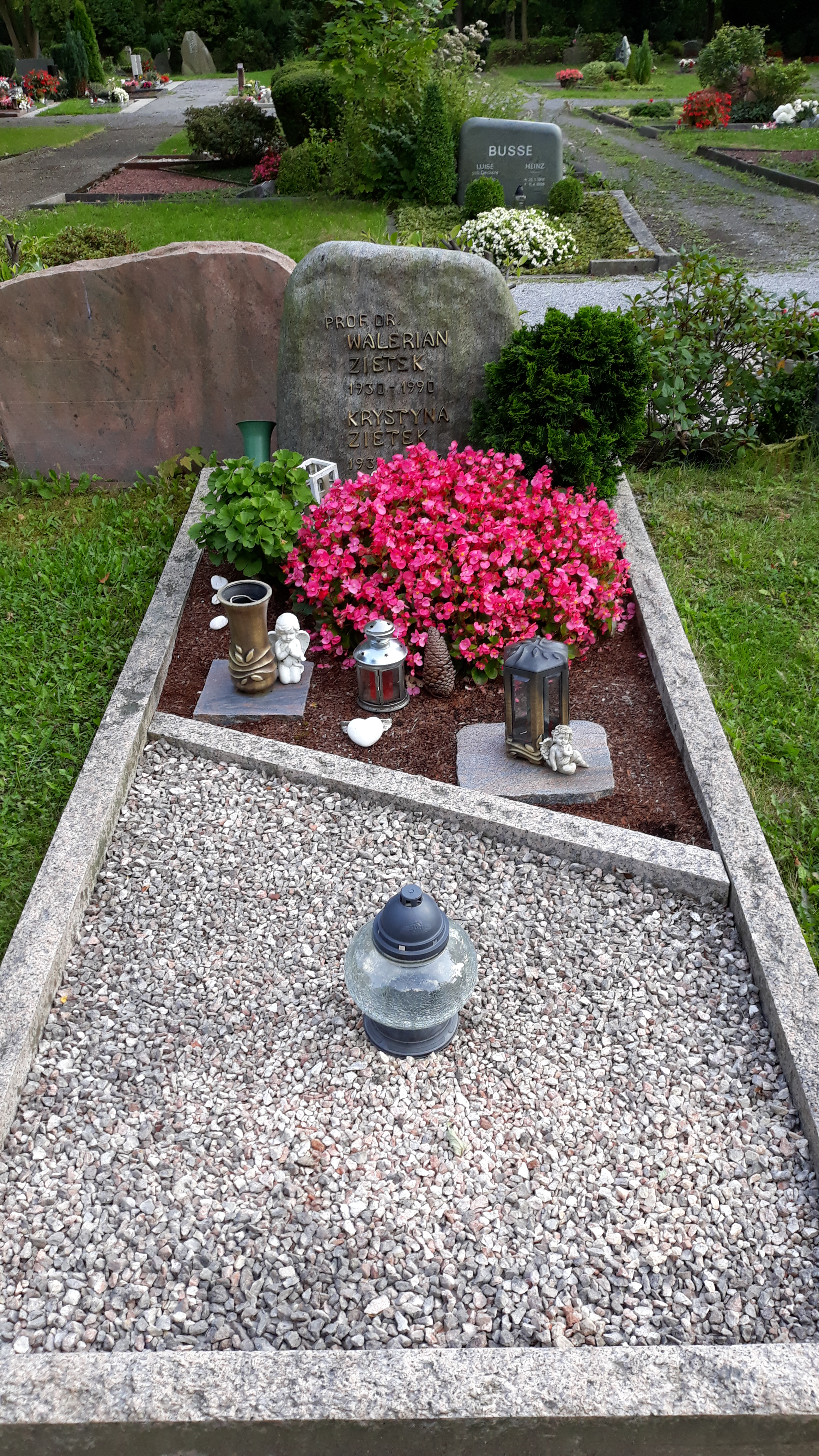
Grób na Cmentarzu centralnym w Iserlohn.

## Dorobek naukowy
Opublikował ponad 40 prac poświęconych kwantowej teorii magnetyzmu, szczególnie teorii struktur domenowych oraz problemowi fal spinowych w silnych magnetykach. Aktywnie zajmował się także zastosowaniem osiągniętych wyników w badaniach eksperymentalnych.
Przetłumaczył na język polski kilkutomową książkę Waltera Weizela, która ukazała się w 1957 i 1958 w PWN jako Fizyka teoretyczna – budowa materii, Tom II, część 1 i Tom II, część 2
W 1964 roku IFT zorganizował pierwszą Zimową Szkołę Fizyki Teoretycznej w Karpaczu. Było to w owych czasach unikalne wydarzenie naukowe, umożliwiające spotkanie, wymianę doświadczeń naukowych i możliwość swobodnej dyskusji także w obszarach pozanaukowych, dla fizyków z obu stron żelaznej kurtyny. Wykładowcami Szkół byli często ówcześni i późniejsi laureaci nagrody Nobla. W.J. Ziętek był dyrektorem jeszcze dwóch Szkół Zimowych.
W swoim życiorysie spisanym w dniu 14 kwietnia 1965 dla Uniwersytetu Wrocławskiego pisał, że wybór fizyki był sporym zaskoczeniem nie tylko dla jego otoczenia, ale także dla niego samego. Wiadomo było, że ma inklinacje do plastyki, malarstwa, rzeźby, architektury, również do nauk humanistycznych, filozofii w szczególności. W szkole ogólnokształcącej, do której uczęszczał, był wysoki poziom nauk humanistycznych i bardzo słaby matematyki i fizyki. Przed maturą zorganizował więc intensywną samopomoc uczniowską z nauk ścisłych. Pisał dalej:

Do dziś mile wspominam pewnych uniwersyteckich nauczycieli fizyki (prof. prof. Nikliborca, Makieja, Rzewuskiego, Ingardena), matematyków (Marczewskiego, Słupeckiego, Steinhausa i Hartmana), którym tak wiele zawdzięczam. Chodzi nie tyle o wiedzę, którą można przecież zdobyć o własnych siłach, ale o atmosferę pełną życzliwości i zachęty, rzetelnej pasji badawczej, a zarazem skromności, szlachetnej rywalizacji i surowej oceny, atmosferę pracy naprawdę naukowej. A o tę atmosferę naprawdę najtrudniej i od niej tak wiele zależy. Jestem szczęśliwy, że właśnie w takim gronie wypadło mi zdobywać, odpowiedzialny przecież i zobowiązujący, patent pracownika nauki.